# Endre Boros
Endre Boros (1901 – Mauthausen 1944) è stato un calciatore ungherese, di ruolo attaccante. In Italia era noto come Andrea Boros.

## Biografia
Secondo alcune fonti Endre Boros, nato in Ungheria nel 1901, morì nel campo di sterminio di Mauthausen il 21 agosto 1944.

## Carriera
In Ungheria aveva vinto il campionato 1919-1920 con l'MTK di Budapest. In seguito militò nel 33 FC e nell'Hakoah Vienna.
Giunto in Italia, disputò con la Fortitudo Pro Roma 9 gare e realizzò 3 reti nel campionato di Divisione Nazionale 1926-1927. Passato alla neonata A.S. Roma dopo la fusione, disputò due gare amichevoli nel luglio 1927, prima di rimpatriare perché  nel campionato italiano non erano più ammessi calciatori originari di altri paesi.